# Поликраище
Поликрàище е село в Северна България. То се намира в община Горна Оряховица, област Велико Търново и е петото по население село в областта.

## География
Селото е разположено в китна котловина на 3 km от южния бряг на река Росица, на 14 km от град Велико Търново и на 7 km от град Горна Оряховица. В социалистическия период в землището на селото е изградено летище обслужващо селскостопанската авиация, но след демократичните промени е продадено от община Горна Оряховица и дейността му е прекратена. През Поликраище преминава важна пътна артерия – главният път Русе – Велико Търново. Разположено е в края на полите на Средна Стара планина, откъдето е получило и името си. През землището на селището тече река Росица.
Поликраище е едно от големите села в община Горна Оряховица. Населението му е с богати и утвърдени традиции в областта на градинарството, културата и спорта. Миграционните процеси са го засегнали въпреки благоприятното му географско положение. Според данните на НСИ към 1 януари 2007 г. в Поликраище живеят 2156, а към 15.3.2024 г. – 1631 жители, с които е петото по големина село в област Велико Търново след Първомайци, Драганово, Ресен и Раданово.

## История
Село Поликраище е едно от най-старите селища в района. От времето на траките има открита могилна гробница, както и различни археологически находки в землището на селото, което предполага тракийска обитаемост на землището. По-голяма урбанистична активност в землището на селото се наблюдава след влизането им в пределите на Римската империя. Наличието на Никополис ад Иструм на границата на землището на Поликраище (4 km северно от селото) първоначално обуславя образуването на селскостопански поселения и вили, доста останки от които са открити в различни местности на север, изток и запад от сегашното село (Кирачина бара, Керемидския път и др.) Има голямо наличие на могили около Никополис, като най-близките до града са 51 на брой, като около поне 1/3 са в землището на Поликраище.
Никополис ад Иструм със своето разположение се обуславя като един голям кръстопът на първостепенни и второстепенни пътища, от които няколко минават през землището на селото: Мелта (Ловеч) – Никополис ад Иструм – Марцианопол (Девня) – Одесос (Варна). От Никополис пътят продължава на изток към землището на с. Крушето; Нове (Свищов) – Никополис ад Иструм – Ряховец (Горна Оряховица) – Туида (Сливен) – Кабиле (край Ямбол). Този път пресичал на юг река Росица, минавал западно покрай селото, излизал в района на днешната гара и от петролната база поемал западно покрай Първомайци през река Янтра за Ряховец. Още един римски второстепенен път минавал по маршрута: От Никополис ад Иструм слизал на юг през територията на днешното летище излизал на източния край на селскостопанския двор, минавал през днешните краварници, като се насочвал или към Долна Оряховица, или към източната част на село Първомайци. За охраната на пътя за Кабиле, в района на петролна база и гарата, през античността била изградена охранителна крепост, която се използвала и през средновековието, като влизала в укрепителния възел на крепостта Ряховец. През античността не се знае как се е казвала крепостта, но през средновековието е носела името на селото, понеже името Поликраище не се е променяло от времето на славянското нашествие. Камъните от крепостта са използвани за строежа на устоите на железопътен стоманен мост край жп гара Поликраище и всички следи от крепостта са заличени при строежа на петролна база през 60-те години на XX век.
Топонимията му е старинна – с имена от изчезнали лексеми и по старинни модели. МИ Лунгади пази следи от носов изговор на старобългарската буква „Ѫ“, което показва наличието на език-посредник, вероятно народолатински. За същото говори и неметатизираната форма Балтея/Балтей/Балтейка и МИ Чеврица за гориста местност между Стрелец и Петкокаравелово, където поликраищенци имали гори. Тези имена дават възможност да се свърже началото на това селище още със заселването на славяните по тези земи.
Имената на –ий и членуваните със старомизийския „–О“ член доказват наличието на компактна маса старо местно население (от времето на Римската империя, което не е учудващо при наличието на Никополис Ад Иструм на 4 km северно от селото). Това е единственото от селищата в Горнооряховско, Стражишко, Лясковско и Златаришко, в което и днес може да се чуе мизийския „–О“ член в жива употреба, макар и при по-възрастното население. Същото се отнася и за прилагателните на –ий.
Може да се предположи, че сегашното село по времето на славяните вече е съществувало на пет извора, два от които се изливат през една чешма с три чучура, наречена Монювска. Наличието на крепост в близост обуславя запазването му и по време на Първото и Второто българско царство, като вече населението е смес от местните обитатели от римско време, славяни и българи. Носят се легенди, че през средновековието тук са се строили обсадните машини на българските царе.
При турското нашествие селото и крепостта са се съпротивлявали, защото една част от населението е била избита, друга откарана в робство, а трета избягала в Балкана. След това има повторно заселване на опразненото село, като вероятно освен говедарите и овчарите, слезли от планините, се е завърнала и част от избягалото местно население, защото няма как планинците да са донесли местния мизийски диалект. Остава с чисто българско население, защото е било феодално владение (тимар) на Мехмед, син на Юмер, като такова може би е давало бойци, участващи във военните походи на феодала. По време на османската власт селото е споменато в турски документи от XV век  с името Буликраище с 52 домакинства, 2 вдовици и приход 4544 акчета (Извори 13: 203). През 1618 г. е записано Поликраище (Стойков: 466), Поликраше според Недков 2:195, хане (домакинства) 62.
През 1751 г. се строи черква в селото, като няма източници за по-раншна такава, което не значи че не е имало в едно богато средновековно село с крепост в единия край. Тя е била вкопана в земята. След Освобождението е била разрушена и на нейното място била построена нова.
До 1910 г. в двора на черквата е имало килийно училище, което не можело да поеме всички ученици. След 1911 г. вече е съществувала сградата на сегашното централно училище с 10 стаи, като е открита прогимназия. В периода 1911 – 1923 г. учителският колектив наброявал 20 души а учениците – 500. През 1884 г. е създадено и читалището от местните учители. 
Една голяма част от българските изселници в Унгария е родом от с. Поликраище. Така наречените гастарбайтери се заселват в покрайнините на Будапеща, където се занимават със земеделие. Задграничното градинарство води началото си още от годините на османското владичество и продължава и днес. Градинари от Поликраище се трудят в страни от Централна Европа, като най-сериозно е присъствието им в Будапеща, Виена, Братислава, Михаловце (Словакия) и др.
На 6 февруари 1936 г. министърът на народното стопанство Димитър Вълев закрива седмичния пазар в селото поради липса на стопанско оправдание.

## Население
Численост на населението според преброяванията през годините: 
| \| Година на преброяване \| Численост \| \| --------------------- \| --------- \| \| 1934 \| 3900 \| \| 1946 \| 3956 \| \| 1956 \| 3335 \| \| 1965 \| 3422 \| \| 1975 \| 3265 \| \| 1985 \| 2963 \| \| 1992 \| 2633 \| \| 2001 \| 2375 \| \| 2011 \| 1965 \| \| 2021 \| 1779 \| |           |
| Година на преброяване | Численост |
| 1934 | 3900      |
| 1946 | 3956      |
| 1956 | 3335      |
| 1965 | 3422      |
| 1975 | 3265      |
| 1985 | 2963      |
| 1992 | 2633      |
| 2001 | 2375      |
| 2011 | 1965      |
| 2021 | 1779      |

### Етнически състав
Преброяване на населението през 2011 г.
Численост и дял на етническите групи според преброяването на населението през 2011 г.: 
|                     | Численост | Дял (в %) |
| Общо                | 1965      | 100,00    |
| Българи             | 1827      | 92,97     |
| Турци               | 19        | 0,96      |
| Цигани              | 11        | 0,55      |
| Други               |           |           |
| Не се самоопределят |           |           |
| Неотговорили        | 98        | 4,98      |

## Религии
Изключително източно православие.

## Културни и природни забележителности
- Часовниковата кула в центъра на селото.
- Паметници на загиналите през войните и на загиналите партизани.
- Основен православен храм „Св. Марина“.
- Православен параклис „Св. Николай Чудотворец“.
- Основно училище „Св. св. Кирил и Методий“ – отпразнува през 2002 г. своя 100-годишен юбилей. Сградата на основно училище „Христо Ботев“ е продадена, а училище „Иван Рилски“ е полуразрушено.
- Читалище „Развитие“ – основано е през 1884 г. Носител е на орден „Кирил и Методий“ I степен. Към него работят активно: женски народен хор „Росна китка", група за изворен фолклор и стари градски песни, детски танцов състав „Северняче“, група за народни обичаи. Библиотеката му разполага с над 14 500 тома всестранна литература, а активните читатели са над 180.

## Поминък
Фирмите и земеделските сдружения, създадени след 1990 г., осигуряват работа на неголяма част от населението.

## Личности
- Димитър Кушев (1889 – 1945) – министър на земеделието и държавните имоти в периода 15 февруари 1941 – 11 април 1942 г., роден в Поликраище
- Бончо Бочев (1899 – 1975) – учител, виден музикален педагог, основател на хор „Бодра смяна“, отраснал в Поликраище
- Манол Кушев (1904 – 1984) – стопански деятел, роден в Поликраище, в съавторство с Тодор Новаков написва исторически очерк за с. Поликраище, върху новата и най-новата история на селото.
- Георги Николов Георгиев (1957) – световно известен физик, професор във ВТУ, роден и живял в Поликраище
- Манол Петков Млеченков (1950 – 2021) – полковник от БА, началник на катедра във Военна академия и професор във факултета на НВУ в Шумен, роден в Поликраище
- Лора Владова (1985) – поп-певица, отраснала в Поликраище.
- Маринка Трифонова Юзева - младежка комунистическа деятелка в селото през време на съпротивата и след победата.

## Други
Празникът на селото е през последната неделя от месец юли, който е и храмов празник на църквата „Св. Великомъченица Марина“.
По-известни фамилии от селото са родовете: Байчеви, Беливанови, Бочеви, Бундеви, Карастоянови, Клатикрушеви, Куцарови, Кушеви, Млеченкови, Мусеви, Никови, Печикамъкови, Попхристови, Пуйчеви, Тодоранови, Симеонови, Хаджипеткови и др.